# ヌメルス・クラウズス
ヌメルス・クラウズス（ラテン語：Numerus Clausus：定員制限の意）は、ドイツで導入された全国的な入学制限の制度のこと。アビトゥーアを有するものは希望するあらゆる大学へ入学できるのだが、近年その希望者の増加に伴い、大学の学生収容能力を超えるところがでてきた。これに対処するために導入された大学入学の際の選抜がヌメルス・クラウズスである。主に人気の大学や分野（医学部、法学部等）に適用される。
またヌメルス・クラウズス適用学科でも、定員数の一定の割合は外国人希望者用に割り当てられている。これは、外国人がドイツの総合大学で学ぶことを重視しているためである。